# Qwan Ki Do
 (mars 2023).
La mise en forme du texte ne suit pas les recommandations de Wikipédia : il faut le « wikifier ».
Les points d'amélioration suivants sont les cas les plus fréquents. Le détail des points à revoir est peut-être précisé sur la page de discussion.
- Les titres sont pré-formatés par le logiciel. Ils ne sont ni en capitales, ni en gras.
- Le texte ne doit pas être écrit en capitales (les noms de famille non plus), ni en gras, ni en italique, ni en « petit »…
- Le gras n'est utilisé que pour surligner le titre de l'article dans l'introduction, une seule fois.
- L'italique est rarement utilisé : mots en langue étrangère, titres d'œuvres, noms de bateaux, etc.
- Les citations ne sont pas en italique mais en corps de texte normal. Elles sont entourées par des guillemets français : « et ».
- Les listes à puces sont à éviter, des paragraphes rédigés étant largement préférés. Les tableaux sont à réserver à la présentation de données structurées (résultats, etc.).
- Les appels de note de bas de page (petits chiffres en exposant, introduits par l'outil «  Source ») sont à placer entre la fin de phrase et le point final[comme ça].
- Les liens internes (vers d'autres articles de Wikipédia) sont à choisir avec parcimonie. Créez des liens vers des articles approfondissant le sujet. Les termes génériques sans rapport avec le sujet sont à éviter, ainsi que les répétitions de liens vers un même terme.
- Les liens externes sont à placer uniquement dans une section « Liens externes », à la fin de l'article. Ces liens sont à choisir avec parcimonie suivant les règles définies. Si un lien sert de source à l'article, son insertion dans le texte est à faire par les notes de bas de page.
- La présentation des références doit suivre les conventions bibliographiques. Il est recommandé d'utiliser les modèles {{Ouvrage}}, {{Chapitre}}, {{Article}}, {{Lien web}} et/ou {{Bibliographie}}. Le mode d'édition visuel peut mettre en forme automatiquement les références.
- Insérer une infobox (cadre d'informations à droite) n'est pas obligatoire pour parachever la mise en page.

Pour une aide détaillée, merci de consulter Aide:Wikification.
Si vous pensez que ces points ont été résolus, vous pouvez retirer ce bandeau et améliorer la mise en forme d'un autre article.
 (février 2020).
Si vous disposez d'ouvrages ou d'articles de référence ou si vous connaissez des sites web de qualité traitant du thème abordé ici, merci de compléter l'article en donnant les références utiles à sa vérifiabilité et en les liant à la section « Notes et références ».
Le Qwan Ki Do (« La voie de l'ensemble des énergies corporelles »), est un art martial créé en 1981 en France à Toulon (Club du C.A.M Quan Ky Toulon) par Maître Pham Xuân Tong. Le Qwan Ki Do trouve son origine dans des techniques issues des arts martiaux chinois et des arts martiaux vietnamiens. C'est donc un art martial Sino-Vietnamien. La fédération mondiale officielle de cet art martial est l'International Qwan Ki Do Federation (IQKDF).
Le Qwan Ki Do aborde différents aspects, notamment les enchaînements techniques (Quyên), les techniques seules, les techniques à deux, les assauts ou encore les armes traditionnelles. Il allie efficacité et tradition au travers de diverses techniques telles que les poings (tranchants, griffes, piques, paumes), les pieds, les coudes, les balayages, les ciseaux, les projections, les saisies, les clés, la self-défense... C’est un art-martial complet.
Philosophie du Qwan Ki Do : « Le secret de la sagesse, ce n’est pas la sagesse elle-même : c’est le chemin qui nous y conduit. Le chemin est long, les racines sont amères mais le fruit est doux... » (Maître Pham Xuân Tong).

## Histoire
Le Qwan Ki Do est une synthèse de styles d'arts martiaux sino-vietnamiens. Il représente l'aboutissement de plus de 25 ans d'études et de recherches effectuées par un expert des arts martiaux vietnamiens : Maître Pham Xuân Tong, héritier testamentaire du maître Châu Quan Ky. 
En effet, le QWAN KI DO a été créé par Maître PHAM Xuân Tong, après une période importante d’élaboration qui a débuté par un rigoureux apprentissage au sein d’un temple au Vietnam, puis une carrière et un palmarès sportif de niveau international, des recherches universitaires, le tout associé à un héritage qui n’a été transmis qu’à lui seul selon la volonté de son propre Maître, lui-même héritier de plusieurs écoles chinoises prestigieuses nées à une époque où l’art martial avait une autre vocation que le divertissement.
Les techniques du Qwan Ki Do proviennent en partie de quatre grandes écoles dont l'école des moines shaolin.
Du courant chinois, nous trouvons trois écoles principales :
- L’École Wo Mei Pai ou Nga Mi Phai, de la montagne Wo Mei Shan, regroupe de nombreuses techniques de saisie et de projection, ainsi que les techniques basées sur l’observation des animaux.

- L’École Shao Lin Nam Pai ou Thieu Lam Nam Phai, dans laquelle se retrouve une grande variété de techniques, dont de nombreux coups de pied sautés ou encore les techniques de Chin Na ou Cam Na.
- Enfin, l’École Chow Gar Tang Lang Pai ou Châu Gia Duong Lang Phai, caractéristique du sud de la Chine et de l’ethnie Hakka, est basée sur l’imitation de la mante religieuse, avec des attaques rapides des membres supérieurs, visant à percuter les points vitaux, ainsi qu’à luxer les différentes articulations.

Les écoles vietnamiennes, quant à elles, sont réputées entre autres, pour les ciseaux volants, ainsi que pour la boxe libre utilisant les coudes, les genoux, sans oublier les tibias.  
Malgré les nombreuses influences vietnamiennes et l'origine de son maître fondateur, les sources du Qwan Ki Do viennent en majorité des arts martiaux chinois. On y trouve de nombreuses techniques zoomorphiques , des clés (appelées Cam Na), pieds/poings (incluant coudes et genoux) et l'utilisation des armes traditionnelles.   
Comme dans de nombreux arts martiaux vietnamiens, les termes en vietnamien utilisés sont souvent des traductions ou des transcriptions de termes chinois. 
Au Qwan Ki Do, la casse est présente permettant la démonstration de la synergie du travail technique, de la concentration et selon le phrasé requis de l'extériorisation de l'énergie vitale. 
Cette discipline comprend aussi le combat libre appelé Qwan Ki Do-Vo Dai et une gymnastique douce, appelée Tâm Khi Thê, idéale pour le bien-être des pratiquants.

## Grades
Le niveau débutant représente le vide infini (Vô Cuc). Le 1er Câp ou Thai Cuc (genèse de la mutation) est suivi par le Luon Nghi (dualité entre les deux polarités Am et Duong) puis par le Tu Tuong (les quatre points cardinaux) et enfin par le Ngu Hàn (les cinq éléments). Le niveau débutant se caractérise par une ceinture blanche.
Les grades utilisés sont au début appelés Câp (prononcé « keup ») et augmentent jusqu'au nombre de quatre selon le niveau du pratiquant. Ces Câp sont représentés par des barrettes jaunes (- de 7 ans), rouges (- de 13 ans) ou bleues (+ de 13 ans) selon l'âge du pratiquant. 
Après le 4e Câp Bleu (ou ceinture bleue à une époque), à l'âge de 18 ans, le pratiquant peut se présenter à l'examen national de la ceinture noire. 
Une fois ce niveau acquis, vient ensuite le grade de 1er Ðẳng. Dès lors, la ceinture devient noire avec un liseré rouge et peut gravir les échelons jusqu'au 4e Ðẳng. 
Au 5e Ðẳng, la ceinture est noire bordée d'un liseré jaune.
Du 6e et 8e Ðẳng, la ceinture est à pavés rouges et blancs, bordée d'un liseré jaune.
Pour le 9° Ðẳng, la ceinture est rouge, bordée d'un liseré jaune.
La ceinture de successeur testamentaire regroupe 4 couleurs (rouge, jaune, bleu, blanc).
Le Chuong Mon Dai est la ceinture du maître fondateur, transmise par le maître Châu Quan Ky au maître Pham Xuân Tong ; elle regroupe les couleurs du Qwan Ki Do (rouge, jaune, bleu, noir et blanc) que l'on retrouve sur l'emblème qui est un dragon. Cette distinction est garante de l'éthique et de l'authenticité de la méthode

## La tenue du Qwan Ki Do
La tenue officielle du QWAN KI DO s'appelle le Vo Phuc. Elle a été conçue par Maître Pham Xuân Tong, créateur du Qwan Ki Do, et reflète la tenue traditionnelle vietnamienne (AO Thày Dô).
Elle se compose :
- d’une veste et d’un pantalon noirs (Vo Phuc)
- d’une ceinture différente selon les grades (Daî)
- de l'écusson officiel du QWAN KI DO (symbol de l'International Qwan Ki DO federation), cousu sur le côté gauche du Vo Phuc au niveau du cœur.
- de l'écusson du club du pratiquant, cousu sur la manche droite, à peu près au même niveau que l'écusson officiel du QWAN KI DO.
- de l'écusson de l'équipe national, cousu sur la manche gauche, pour les pratiquants faisant partie de celle-ci.

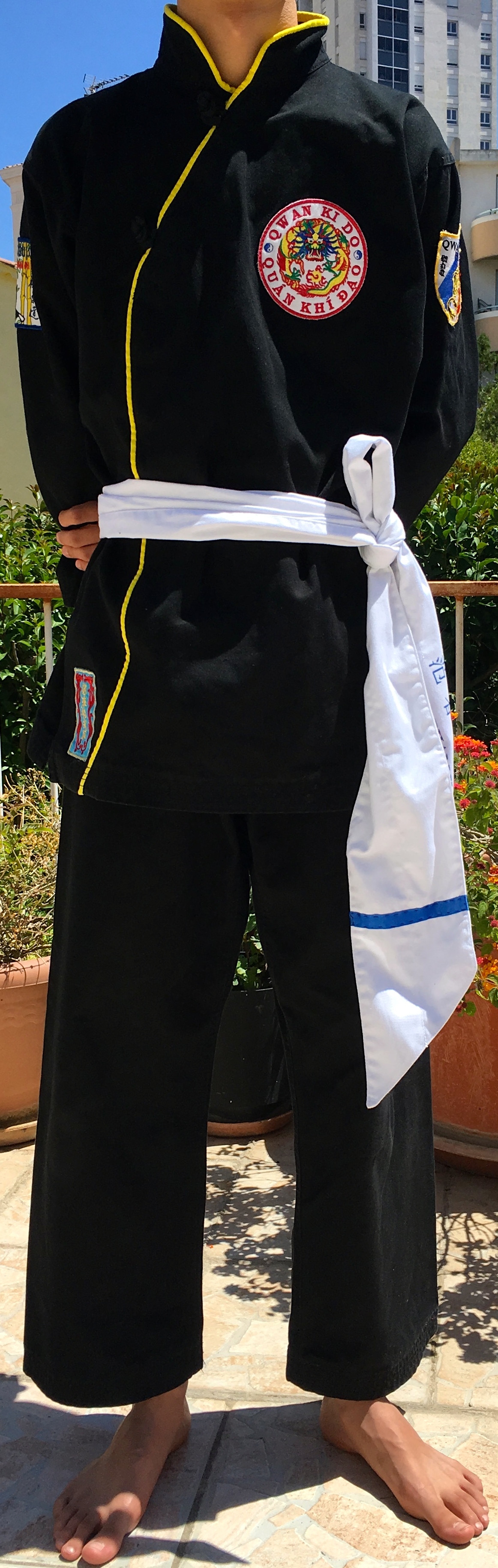

## Lexique non exhaustif
- Les chiffres :

- Mot : un
- Haï : deux
- Ba : trois
- Bon : quatre
- Nam : cinq
- Sao : six
- Bay : sept
- Tam : huit
- Chin : neuf
- Muoi : dix